# Standing Sex
〈Standing Sex〉는 엑스 재팬의 7번째 싱글(메이저 데뷔 후 5번째)이다. 
본래 《Jealousy》에 수록해 발매 하려 했으나, 조기 발매로 후에 싱글로 나오게 되었다.
이가라시 미유히메라는 예명으로 요시키가 작사했다. 메이저 데뷔 후 처음으로 오리지널 앨범에 실리지 않았던 곡이며, 수록곡 〈Joker〉는 인트로 부분을 수정한 버전으로 수록 되어있다.

## 수록곡
1. Standing Sex (요시키 작곡, 이가라시 미유히메 작사)
2. Joker (히데 작사·곡)